# Veselka (Trhové Sviny)

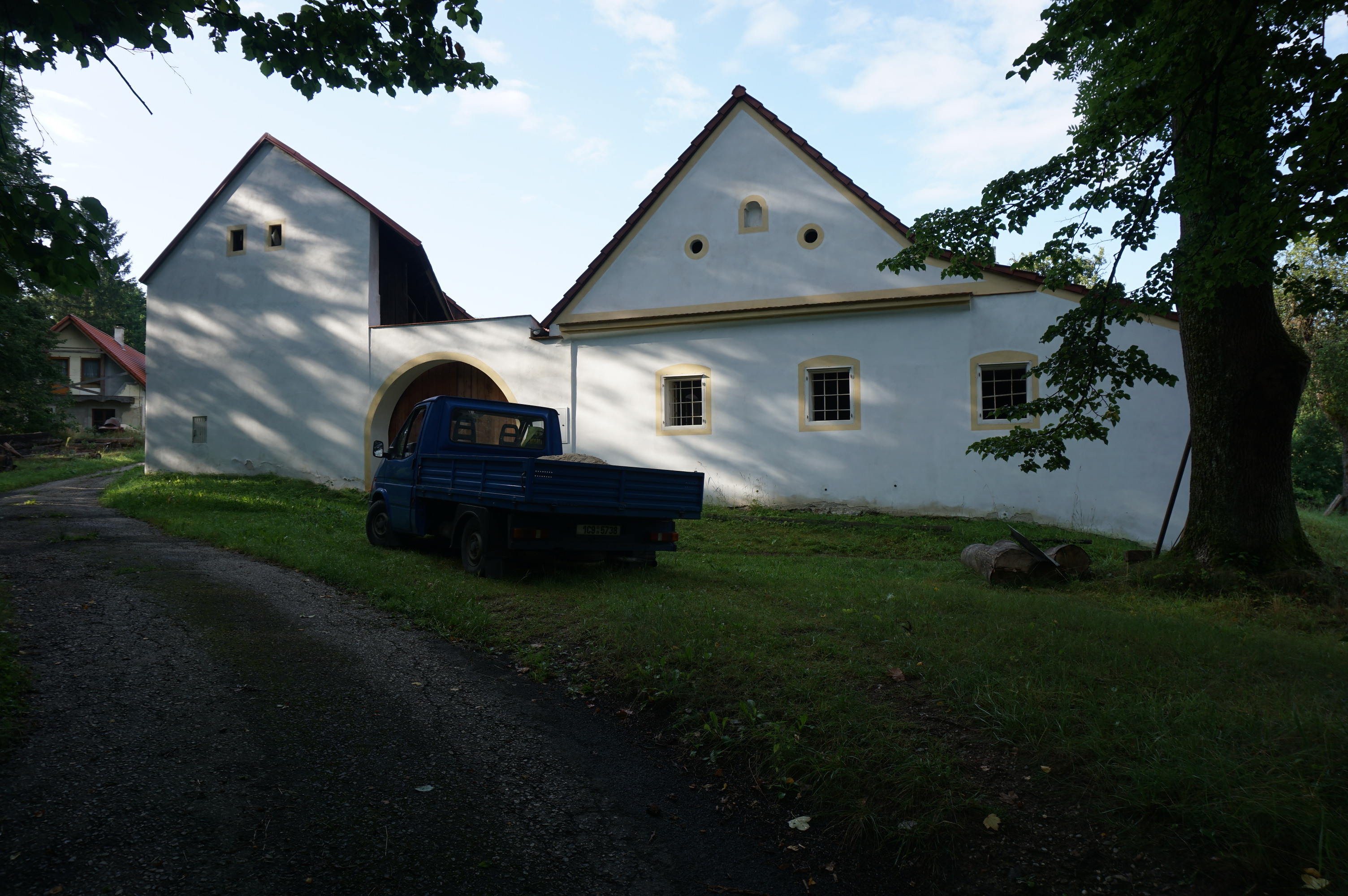
Gehöft Nr. 2

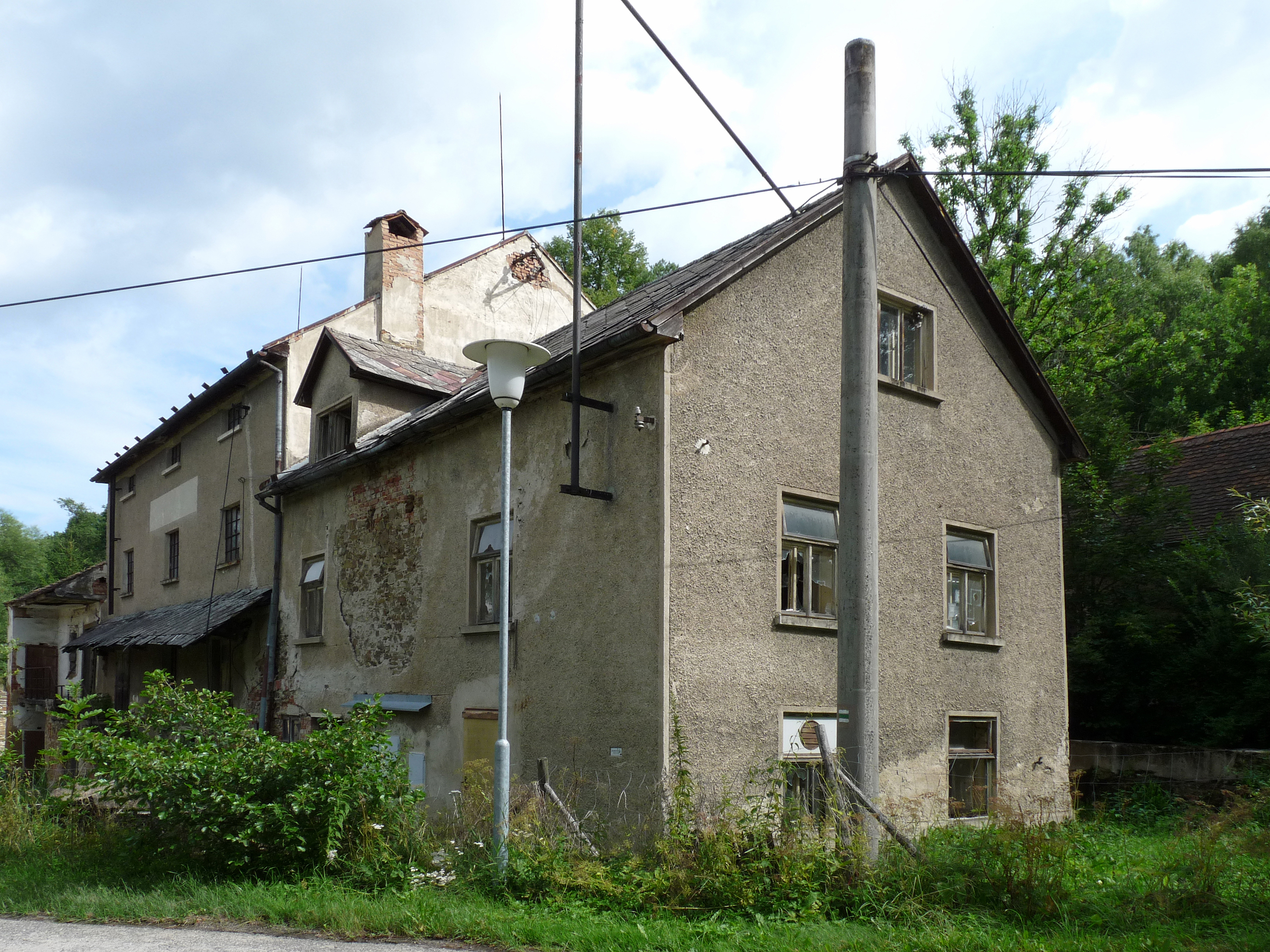
Mühle

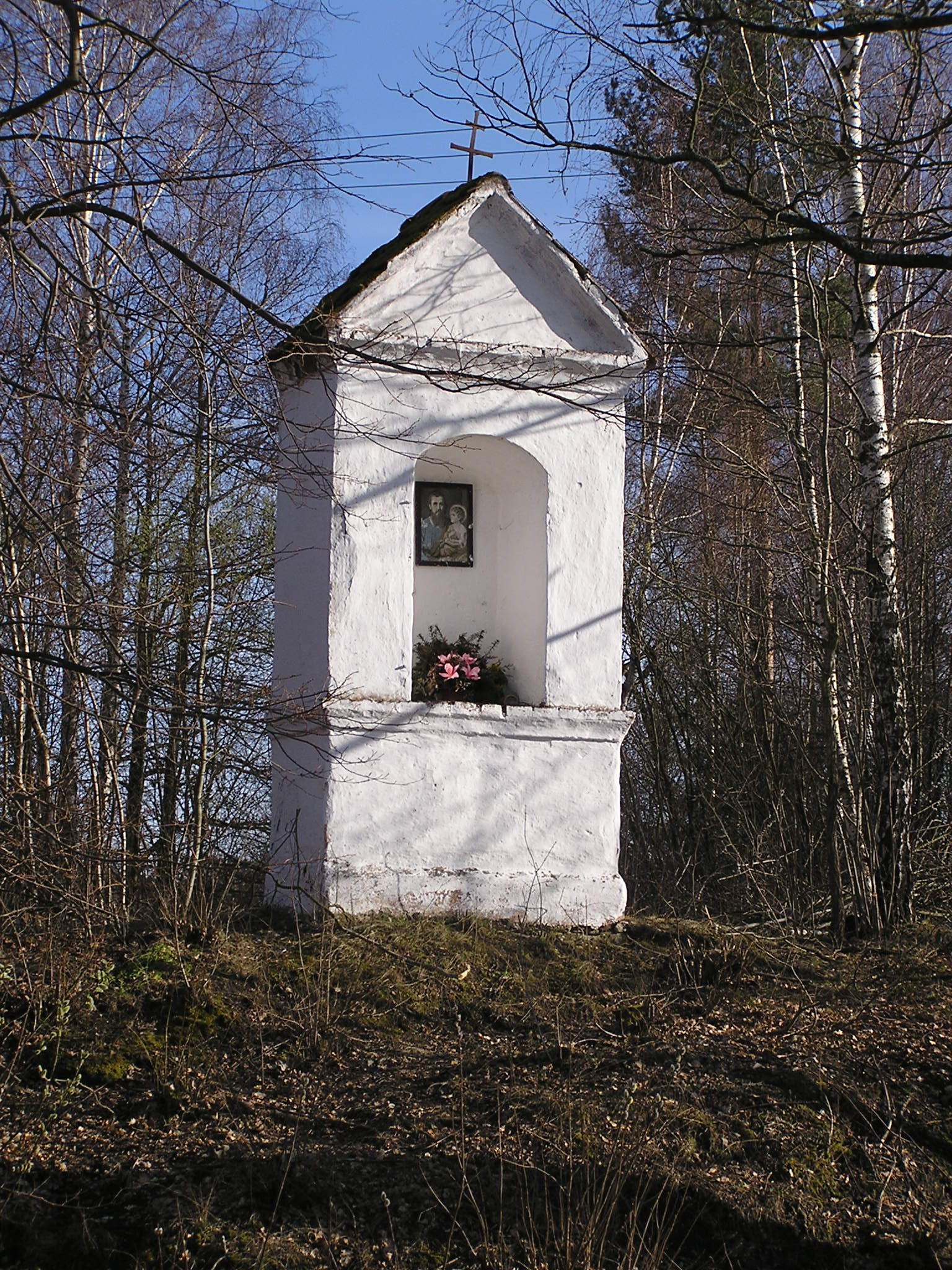
Nischenkapelle des hl. Bartholomäus

Veselka (deutsch Weselka, auch Wesselka) ist ein Ortsteil der Stadt Trhové Sviny (Schweinitz) in Tschechien. Er liegt sechs Kilometer nordwestlich von Trhové Sviny und gehört zum Okres České Budějovice.

## Geographie
Der Weiler Veselka befindet sich in einer Flussschleife rechtsseitig der Stropnice (Strobnitz) – gegenüber der Einmündung des Baches Rankovský potok – im Novohradské podhůří (Gratzener Gebirgsvorland). Südöstlich erhebt sich der Na Vrchách (528 m n.m.), im Südwesten der Zahrady (486 m n.m.) und nordwestlich der Strážkovický vrch (559 m n.m.). Am östlichen Ortsrand verläuft die Staatsstraße II/156 zwischen Trhové Sviny und Budweis. Zweieinhalb Kilometer nordöstlich liegt das Nationale Kulturdenkmal Žižkovo rodiště (Žižkas Geburtsstätte).
Nachbarorte sind Vodák (Wodak), Strážkovice (Straschkowitz) und Trocnov (Zalluschi) im Norden, Ostrolovský Újezd (Aujest Ostrolow) und U Šírků im Nordosten, Dvorec (Wurzen) und Čeřejov (Tscherau) im Osten, Vráž und Rankov (Rankau) im Südosten, Nežetice (Neschetitz), Hájek, Něchov (Mechau) und Todně (Todnie) im Süden, Stradov (Lichtblauendorf) und Sedlo im Südwesten, Jedovary (Jedowar) und U Želízků (Zelezka) im Westen sowie Řevňovice (Rewnowitz) und Lomec (Lometz) im Nordwesten.

## Geschichte
Die erste schriftliche Erwähnung der Mühle unter Jedowar erfolgte 1483. Christoph Kořensky von Tereschau kaufte die Mühle 1570 und schlug sie seinem Gut Ostrolovský Újezd zu. Im Jahre 1692 verkaufte Johann Lukas Kořensky von Tereschau das Gut Ostrolovský Újezd einschließlich der Mühle für 83.000 Gulden an die königliche Stadt Budweis. Ab 1753 verpachtete die Stadt die Mühle und Brettsäge für einen Zins in Höhe von 115 Gulden. Die Häuser auf dem Rücken westlich der Mühle entstanden wahrscheinlich in der zweiten Hälfte des 18. Jahrhunderts. Ab 1785 ist Vojtěch Bican als Besitzer der Weselker Mühle nachweislich. 1788 bestand die Siedlung Weselka aus sechs Häusern, in denen 42 Personen lebten. Ab 1828 war Jakob Bican Besitzer der Weselker Mühle.
Im Jahre 1840 bestand das im Budweiser Kreis an der Straße nach Gratzen gelegene Dorf Weselka aus acht Häusern mit 43 tschechischsprachigen Einwohnern. Im Ort gab es eine emphyteutisierte Mühle und eine Brettsäge. Der Weselker Teich war einer der sieben Karpfenteiche des Gutes Ostrolow-Augezd. Pfarrort war Driesendorf, die Schule befand sich in Ostrolow-Augezd. Bis zur Mitte des 19. Jahrhunderts blieb Weselka dem der Stadt Budweis gehörigen Gut Ostrolow-Augezd untertänig.
Nach der Aufhebung der Patrimonialherrschaften bildete Veselka / Weselka ab 1850 einen Ortsteil der Gemeinde Oujezd Ostrolov /Ostrolow-Augezd im Gerichtsbezirk Schweinitz. 1852 wurde in der Budweiser Glockengießerei Perner eine Glocke mit dem Relief der hll. Peter und Paul gefertigt, die im Glockenturm des Wohnhauses der Mühle aufgehängt wurde. 1868 wurde das Dorf dem Bezirk Budweis zugeordnet. Im Jahre 1869 bestand Veselka aus neun Häusern und hatte 66 Einwohner. 1899 erbte Eman Trča die Mühle von seiner Tante und besaß sie gemeinsam mit seiner Frau Terezie bis 1925. 1909 ließ Trča eine Wasserturbine in die Mühle einbauen. Im Jahre 1900 hatte Veselka 50 Einwohner, 1910 waren es 33.
Nach dem Ersten Weltkrieg zerfiel der Vielvölkerstaat Österreich-Ungarn, das Dorf wurde 1918 Teil der neu gebildeten Tschechoslowakischen Republik. Beim Zensus von 1921 lebten in den acht Häusern von Veselka 40 Tschechen. Im Jahre 1923 erfolgte der Bau der Straßenbrücke über die Stropnice nach Jedovary. Josef und Marie Kolín, die die Mühle 1925 erworben hatten, ließen sie modernisieren und mit einem Walzenstuhl und elektrischer Beleuchtung ausstatten. 1930 lebten in den acht Häusern von Veselka 30 Personen. 1932 erwarben Ondřej und Marie Šimera die Mühle und versahen sie mit einem Vierwalzenstuhl. Im Jahre 1935 lösten sich Veselka und Jedovary von Ostrolovský Újezd los und bildeten die Gemeinde Jedovary. Die Freiwillige Feuerwehr wurde 1936 gegründet. Šimera verkaufte die Mühle 1938 für 240.000 Kronen an den Müller Steinocher, der die Mühle U Kozáků bei Velešín gepachtet hatte. Im Juni 1938 begannen die Baumeister František und Jan Stašek aus Trhové Sviny mit dem Bau von leichten Befestigungsanlagen des Tschechoslowakischen Walls. Nach dem Münchner Abkommen verblieb Veselka / Wesselka im Oktober 1938 bei der Tschechoslowakei; zwischen 1939 und 1945 gehörte das Dorf zum Protektorat Böhmen und Mähren. Die Glocke wurde im März 1942 beschlagnahmt und nach Budweis abtransportiert. 1943 wurden Wesselka und Jedowar nach Straschkowitz eingemeindet. Nach dem Ende des Zweiten Weltkrieges kam Veselka zur wiedererrichteten Tschechoslowakei zurück; die Verwaltungsstrukturen von 1938 wurden wiederhergestellt. 1949 wurde das Dorf Teil des neu gebildeten Okres Trhové Sviny. 1950 bestand Veselka aus acht Häusern und hatte 23 Einwohner. Die dem Vojtěch Steinocher gehörige Mühle wurde im selben Jahre verstaatlicht. Im Zuge der Gebietsreform von 1960 wurde Veselka dem Okres České Budějovice zugeordnet. Mit Beginn des Jahres 1961 wurden die Gemeinden Ostrolovský Újezd, Rankov und Jedovary zur Gemeinde Veselka mit den Ortsteilen Ostrolovský Újezd, Rankov, Jedovary und Veselka zusammengeschlossen. Im Jahre 1970 lebten in den fünf Häusern von Veselka nur noch elf Personen. 1976 wurde Veselka zusammen mit Jedovary und Rankov nach Trhové Sviny eingemeindet. 1991 lebten in den acht Häusern des Dorfes sieben Personen. Durch das Hochwasser von 2002 wurde die Mühle stark beschädigt. Beim Zensus von 2011 hatte Veselka fünf Einwohner und bestand aus acht Wohnhäusern.

## Ortsgliederung
Der Ortsteil Veselka ist Teil des Katastralbezirkes Jedovary.

## Sehenswürdigkeiten
- Nischenkapelle des hl. Bartholomäus, auf der Anhöhe über dem Dorf. Sie wurde 1818 errichtet.
- Bremsstein (⊙ čuba) aus der Mitte des 19. Jahrhunderts, an der alten Budweiser Straße.
- Ehemalige Mühle, das Bauwerk ist in einem verfallenen Zustand, gut erhalten sind der Mühlgraben und die Turbine.
- Rekonstruierter Bunker LB 37 (Ohrenstand) des Tschechoslowakischen Walls im oberen Teil des Dorfes. Er ist der einzige erhaltene Bunker und wurde wegen seiner Nähe zu Wohngebäuden nicht gesprengt. Er wird heute als Museum der tschechoslowakischen Landesbefestigung genutzt.
- Gehöft Nr. 2.